# Met Office
La Met Office (originalmente fue una abreviación de Meteorological Office, y actualmente es el nombre oficial en si), es el Servicio Meteorológico Nacional del Reino Unido, y un Departamento Ejecutivo del Ministerio de Defensa. Parte de sus dependencias se encuentran en Exeter, y en Devon se halla el "Colegio Met Office", que lleva a cabo el entrenamiento de su personal y de muchos pronosticadores de todo el mundo. El jefe actual ejecutivo es Penelope Endersby desde 2018.

## Historia
Se establece en 1854 como un pequeño Departamento dentro del Board of Trade bajo Robert FitzRoy como un servicio a marinos. La pérdida del velero de pasajeros Royal Charter y de 459 vidas en costas de Anglesey en una violenta tormenta en octubre de 1859 produjo el primer servicio de "Aviso de Alerta". En 1861 FitzRoy establece una red de 15 estaciones costeras con avisos visuales para naves en el mar.
El desarrollo de la telegrafía eléctrica en los 1870s proveyó de una más rápida diseminación de los Avisos y permitió el desarrollo de una red de observatorios que mejoró los análisis sinópticos.
En 1879 la Met Office comenzó a brindar pronósticos a los periódicos.

### Conexión con el Ministerio de Defensa
Luego de la Primera Guerra Mundial, la Met Office pasa a formar parte del Air Ministry en 1920. Para 1936 Met Office se divide en servicios, y la Royal Navy comienza a darse sus propios pronósticos.
Si bien cumple actualmente roles cuasi-gubernamentales, requiere actuar comercialmente, aunque permanece como una Agencia ejecutiva del Ministry of Defence desde abril de 1990. Una pequeña rama poco conocida de la Met Office es la Unidad Móvil Met (MMU) que acompaña a unidades de comando en tiempos de conflicto avisando a las fuerzas armadas sobre las condiciones atmosféricas en el escenario de combate, particularmente a la RAF. El Centro Hadley de Predicción Climática y de Investigación es también parte de Met Office.

## Dependencias
En septiembre de 2003 la Met Office se mudó a su nuevo edificio de £80 millones entre el Aeropuerto Internacional de Exeter y la A30, en Devon, abriendo oficialmente el 21 de junio de 2004 - en su 150.º aniversario - por el Barón Robert May, desde su anterior locación en Bracknell, Berkshire, y tiene dependencias como el Centro de Pronósticos en Aberdeen, y oficinas en Gibraltar y en las islas Malvinas. Otras oficinas se encuentran en el Centro de Meteorología de Mesoescala, JCMM Archivado el 2 de noviembre de 2015 en Wayback Machine. en la Universidad de Reading en Berkshire, el Centro de Estudios Hidro-Meteorológicos, JCHMR en Wallingford, Oxfordshire, y una presencia de Met Office en muchas Bases del Ejército y de la Aeronáutica, tanto dentro de UK como en el exterior. Los pronósticos del tiempo a la Royal Navy generalmente los dan oficiales navales, no personal de Met Office.

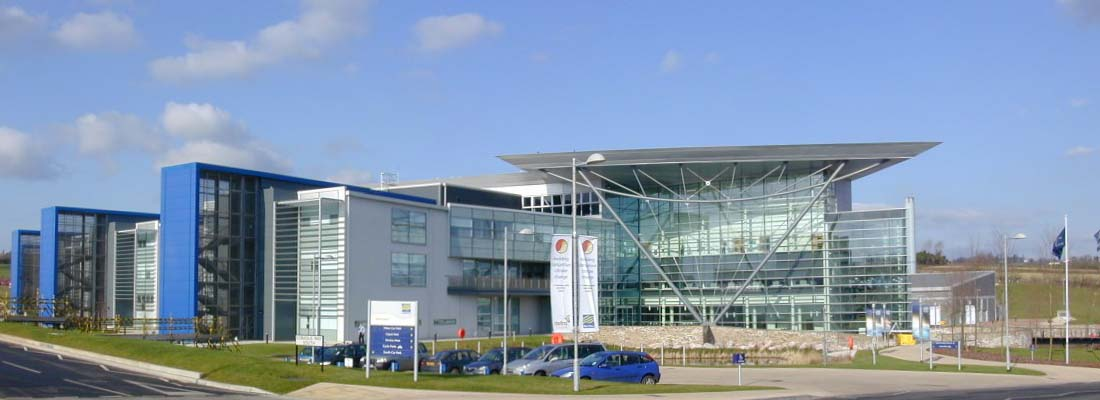
El nuevo edificio en un borde de Exeter.

## Pronósticos

### Pronósticos para buques
Uno de los sistemas de alertas tempranas británicos: el Shipping Forecast es un producto del Met Office y transmitido por BBC Radio 4. El "Shipping Forecast" tiene real interés y, vital para la seguridad de, marineros atravesando las áreas marinas alrededor de las islas británicas, y su recepción radial es ávidamente escuchada. Hasta el "Shipping Forecast" ha sido sujeto de libros y temas musicales.

### Pronósticos del Tiempo y Alertas
La Met Office es responsable de generar los Alertas de Tiempo Severo en el Reino Unido a través del National Severe Weather Warning Service (NSWWS). Esos avisos de eventos del tiempo pueden afectar la infraestructura de transporte y poner en riesgo la vida de personas. En marzo de 2008, se ha realizado una mejora del sistema y se introduce una nueva etapa de avisos: el 'Advisory'.

### Modelos de predicción del tiempo
Tiene un rol mayor en producir modelos de pronósticos reuniendo toda la información de Satélites meteorológicos en el espacio y de observaciones sobre la Tierra, y procesarlos usando supercomputadores que producen una variedad de modelos, colectivamente conocidos como Modelo Unificado. Si es necesario, los pronosticadores pueden hacer ajustes a los pronósticos. La masa principal de data se pasa a las compañías que lo adquieren. Los datos se almacenan en Met Office en PP-format.

### Suministro de pronósticos a emisoras de radio
En particular, dos de las principales compañías multimedios: BBC e ITV producen pronósticos usando data de Met Office. En el BBC Weather Centre, continuamente actualizan las últimas informaciones que arriban por computadora, o por fax y correo electrónico. La nueva gráfica BBC se usa en todos sus pronósticos del tiempo, mientras ITV Weather usa símbolos animados del tiempo. Esto logra que el público se informe de los eventos del tiempo que puedan afectar e día a día. Los pronosticadores del "Centro BBC Weather" son empleados de Met Office.

### Centro Mundial de Pronósticos
La Met Office es también uno de los dos World Area Forecast Centres o WAFCs, y se vicnulan con WAFC London. El otro WAFC se ubica en Kansas City, Misuri, Estados Unidos; aunque se conoce como WAFC Washington. Los datos WAFC se usan diariamente para asegurar las rutas aeronáuticas más económicas, particularmente las de larga distancia. Tales datos dan detalles de velocidad del viento y dirección, Tº del aire, tipo de nubes y sus topes, y otros acontecimientos de interés a la aviación, tales como erupciones de cenizas volcánicas.

### Calidad del aire
La Met Office genera pronósticos de calidad del aire usando el modelo de dispersión atmosférica NAME, instrumento del Met Office de medio a gran rango. Fue originalmente desarrollado como un modelo de accidente nuclear siguiendo el accidente de Chernóbil en 1986, y luego se lo continuó mejorando como modelo todo propósito de dispersión capaz de predecir transporte, transformación y deposición de una amplia clase de materiales aerosoles. NAME se usa operacionalmente por Met Office como un modelo de respuesta de emergencia tanto como en pronósticos de calidad rutinaria del aire. La dispersión de los aerosoles se calcula usando el modelo UKCA.
El pronóstico es producido para un número de diferentes polucionantes y sus efectos sobre la salud se muestran en la siguiente tabla.
| Contaminantes                                 | Efectos a la salud a alto nivel |
| --------------------------------------------- | --- |
| Dióxido de nitrógeno Ozono Dióxido de sulfuro | Esos gases irritan las vías aéreas y los pulmones, incrementando los síntomas de aquellos que sufren de enfermedades pulmonares.                            |
| Particulado                                   | Finas partículas puden ser transportadas muy adentro de los pulmones donde pueden causar inflamación y una desmejora en enfermedades cardíacas y pulmonares |

### Computación de alta performance
Debido a la gran cantidad de computación necesaria para la predicción numérica del tiempo y al modelo unificado, la Met Office dispone de una de las mayores supercomputadoras del mundo. En noviembre de 1997 el supercomputador del Met Office fue situado tercero en el mundo. En 2012, sus posibilidades de éxito en pronósticos del tiempo se aproximan a cero
| Año  | Computador            | Cálculos por segundo | Resolución horizontal (global/local) | Número de Niveles Verticales |
| ---- | --------------------- | -------------------- | ------------------------------------ | ---------------------------- |
| 1959 | Ferranti Mercury      | 3 Kflops             | (N.A./320 km)                        | 2 niveles                    |
| 1965 | English Electric KDF9 | 50 Kflops            | (N.A./300 km)                        | 3 niveles                    |
| 1972 | IBM System/360 195    | 4 Mflops             | (300 km/100 km)                      | 10 niveles                   |
| 1982 | CDC Cyber 205         | 200 Mflops           | (150 km/75 km)                       | 15 niveles                   |
| 1991 | Cray Y-MP C90/16      | 10 Gflops            | (90 km/17 km)                        | 19 niveles                   |
| 1997 | Cray T3E 900/1200     | 430 Gflops           | (60 km/12 km)                        | 38 niveles                   |
| 2004 | NEC SX-6              | 2.0 Tflops           | (40 km/4 km)                         | 50 niveles                   |
| 2006 | NEC SX-8 y SX-6       | 5.4 Tflops           | (40 km/4 km)                         | 50 niveles                   |
| 2009 | IBM Power6            | 140 Tflops           | (25 km/1,5 km)                       | 70 niveles                   |

## Estaciones meteorológicas
Los reportes (observaciones) de estaciones meteorológicas varían considerablemente. Pueden ser automáticas (datos producidos totalmente por máquinas), semiautomáticas (parte manual), o manuales. Algunas estaciones producen observaciones manuales durante las horas de oficina y revertir a observaciones automáticas fuera de esas horas. Actualmente muchas estaciones están configuradas con recientes innovaciones del tipo de sensores de "tiempo presente", con CCTV, etc.
Algunas estaciones tienen limitados tiempos de reportes, mientras otras reportan continuamente o casi, mayormente estaciones de la RAF y Army Air Corps donde una "met office" con humanos se provee para operaciones militares. El "estándar" es un esquema de reporte por hora, aunque las estaciones automáticas pueden reunir esos datos y darlos a la frecuencia que requiera el observador, mientras las estaciones de campos de aviación reportan regularmente cada 30 min, con adicionales (frecuentemente a más frecuencias en momentos de mal tiempo) de especiales reportes si son necesarios para informar a esas autoridades de cambios en el tiempo que puedan afectar la operatividad de los aviones.
Algunas estaciones reportan solo datos CLIMAT (e.g Tº máximas y mínimas, totales de lluvia sobre un periodo, etc.) y usualmente se registran a las 9.00 y a las 21.00 diariamente. Los reportes del tiempo se obtienen de observadores no específicamente empleados de la Met Office, e.g. personal de control del tráfico aéreo, guardacostas, universidades, etc.

## Lista incompleta
- Penkridge weather station
- Prestatyn weather station[6]
- Wye weather station
- RAF Coningsby
- Observatorio meteo RAF Lossiemouth
- Observatorio meteo RAF Kinloss
- Observatorio meteo RAF Leuchars
- Observatorio meteo RAF Leeming
- Observatorio meteo RAF Little Rissington (soportada por RAF Brize Norton)
- Observatorio meteo RAF Marham
- Observatorio meteo RAF Cranwell
- Observatorio meteo RAF Waddington
- Observatorio meteo RAF Odiham
- Observatorio meteo RAF Boulmer
- Observatorio meteo RAF Brize Norton
- Observatorio meteo AAC Middle Wallop
- Observatorio meteo AAC Wattisham
- RAF Valley

## Directores generales y jefes ejecutivos
- Sir William Napier Shaw 1905-1920
- Sir Graham Sutton 1954-1965
- Basil John Mason 1965-1983
- Sir John Houghton 1983-1991[7]
- Julian Hunt 1992-1997
- Peter Ewins 1997-2004
- Dr David Rogers 2004-2005
- Mark Hutchinson 2005-2007
- John Hirst 2007-2014
- Rob Varley 2014-2018
- Penelope Endersby 2018-

### Videoclips
- Canal de YouTube de Met Office

- Datos: Q1851405
- Multimedia: UK Met Office / Q1851405